# Кузьминка (Сасовский район)
Кузьми́нка — деревня в Сасовском районе Рязанской области России. Входит в состав Трудолюбовского сельского поселения.

## Географическое положение
Деревня находится в восточной части Сасовского района, в 21 км к востоку от райцентра.
Ближайшие населённые пункты:

— посёлок Красный Яр в 1 км к северу по грунтовой дороге;

— деревня Таировка в 6 км к юго-западу по грунтовой дороге;

— деревня Трудолюбовка в 2,5 км к северо-западу по грунтовой дороге.
Ближайшая железнодорожная платформа 395 км в 7,5 км к юго-западу по гравийной и грунтовой дороге.

## Природа

#### Климат
Климат умеренно континентальный с умеренно жарким летом (средняя температура июля +19 °С) и относительно холодной зимой (средняя температура января −11 °С). Осадков выпадает около 600 мм в год.

## История
С 1861 г. деревня входила в Вялсинскую волость Елатомского уезда Тамбовской губернии.
С 2004 г. и до настоящего времени входит в состав Трудолюбовское сельского поселения.
До этого момента входила в Поляки-Майдановский сельский округ.

## Население
| 1914 | 1984 | 2010 |
| ---- | ---- | ---- |
| 188  | ↘60  | ↘6   |

## Инфраструктура

#### Дорожная сеть
Не имеет выхода к сети дорог с твёрдым покрытием.